# Maxera bathyscia
Maxera bathyscia är en fjärilsart som beskrevs av Fletcher 1961. Maxera bathyscia ingår i släktet Maxera och familjen nattflyn. Inga underarter finns listade i Catalogue of Life.